# 實數的構造
在數學裡，實數系統可以透過不同方式被定義。其中，基本方法通過一些公理將實數系統定為一個完備的有序數域。通過集合論公理，可以證明基本方法中給定的公理是絕對的，即是說如果有兩個模型都符合那些公理，那麼這兩個模型必然是同構的。這樣的模型須是從更基礎的對象構建而成的，而多數的模型的建立都是借助於有理數域。

## 基本方法
一個實數系統由一個集合{\displaystyle R}，{\displaystyle R}當中的兩個不同元素 0 和 1 ，{\displaystyle R}上的兩種二元運算 {\displaystyle +,\times } （分別叫做加法與乘法），以及{\displaystyle R}上的一個二元關係{\displaystyle \leq }（即序關係）構成。
而且這個模型符合以下性質：
1. {\displaystyle (R,+,\times )} 是一個域。即
  - {\displaystyle \forall x,y,z\in R,x+(y+z)=(x+y)+z,x\times (y\times z)=(x\times y)\times z}（加法與乘法的結合性）
  - {\displaystyle \forall x,y\in R,x+y=y+x,x\times y=y\times x}（加法與乘法的交換性）
  - {\displaystyle \forall x,y,z\in R,x\times (y+z)=(x\times y)+(x\times z)}（乘法對加法有分配律）
  - {\displaystyle \forall x\in R,x+0=x}（存在加法單位元）
  - {\displaystyle \forall x\in R,x\times 1=x}（存在乘法單位元）
  - {\displaystyle \forall x\in R,\exists -x\in R,x+(-x)=0}（存在加法逆元）
  - {\displaystyle \forall x\in R,x\neq 0\Rightarrow \exists x^{-1}\in R,x\times x^{-1}=1}（存在乘法逆元）
2. {\displaystyle (R,\leq )} 是一個全序集。即
  - {\displaystyle \forall x\in R,x\leq x}(自反性)
  - {\displaystyle \forall x,y\in R,}若 {\displaystyle x\leq y} 且 {\displaystyle y\leq x}，則有{\displaystyle x=y}（反對稱性）
  - {\displaystyle \forall x,y,z\in R,}若 {\displaystyle x\leq y}且,{\displaystyle y\leq z}，則有{\displaystyle x\leq z}（傳遞性）
  - {\displaystyle \forall x,y\in R,x\leq y} 或{\displaystyle y\leq x}（完全關係性）
3. {\displaystyle R}上的兩個運算{\displaystyle +,\times } 均與序關係{\displaystyle \leq }相容。即
  - {\displaystyle \forall x,y\in R},若{\displaystyle x\leq y,}則{\displaystyle x+z\leq y+z}（加法下保持次序）
  - {\displaystyle \forall x,y\in R},若 {\displaystyle 0\leq x} 且{\displaystyle 0\leq y}，則{\displaystyle 0\leq x\times y}（乘法下保持次序）
4. 序關係{\displaystyle \leq }符合戴德金完備性: 若{\displaystyle R}的一個非空子集{\displaystyle A}有上界，那么{\displaystyle A}也有上確界。換言之，
  - 若 {\displaystyle A} 是 {\displaystyle R}的一個非空子集，而且{\displaystyle A}有上界，那麼{\displaystyle A}有一上確界{\displaystyle u}，使得對{\displaystyle A}的任何上界{\displaystyle v}，均有 {\displaystyle u\leq v.}

有理數域 {\displaystyle \mathbf {Q} }符合前三條公理，也就是說{\displaystyle \mathbf {Q} }是一個有序域（同時{\displaystyle \mathbf {Q} }還滿足阿基米德性，所以{\displaystyle \mathbf {Q} }是一個阿基米德有序域），但{\displaystyle \mathbf {Q} } 不符合最后一條公理。所以戴德金完備性這一點在實數的定義中是不可或缺的。戴德金完備性蘊含了阿基米德性質。若有兩個模型符合公理1-4的話，它們必然是同構的，所以在同構意義下只有一個戴德金完備的阿基米德有序域。
附注：當我們說符合以上公理的兩個模型： {\displaystyle (R,0_{R},1_{R},+_{R},\times _{R},\leq _{R})} 和 {\displaystyle (S,0_{S},1_{S},+_{S},\times _{S},\leq _{S})}是同構時，即是指存在一個保持運算和序的雙射。
確切地說存在{\displaystyle f:R\rightarrow S}滿足
- {\displaystyle f}是一個雙射
- {\displaystyle f(0_{R})=0_{S}} 及 {\displaystyle f(1_{R})=1_{S}}.
- {\displaystyle \forall x,y\in R,f(x+_{R}y)=f(x)+_{S}f(y)} 及 {\displaystyle f(x\times _{R}y)=f(x)\times _{S}f(y).}
- {\displaystyle \forall x,y\in R,x\leq _{R}y} 當且僅當 {\displaystyle f(x)\leq _{S}f(y).}

### 塔斯基实数公理
另外一种公理化实数的方法由阿尔弗雷德·塔斯基提供，只需要如下所示的8条公理以及4个基本概念：一个称之为实数集的集合（记作{\displaystyle \mathbb {R} }）、一个称之为序的二元关系（记作{\displaystyle <}）、一个称之为加法的二元运算（记作{\displaystyle +}）和常数{\displaystyle 1}。
序相关公理 {\displaystyle (\mathbb {R} ,<)}：
- 公理一：如果{\displaystyle x<y}成立，那么{\displaystyle y<x}不成立，即“{\displaystyle <}”为非对称关系。
- 公理二：如果{\displaystyle x<z}成立，那么存在{\displaystyle y}使得{\displaystyle x<y}与{\displaystyle y<z}同时成立，即“{\displaystyle <}”在实数集稠密。
- 公理三：“{\displaystyle <}”满足戴德金完备性，即对所有{\displaystyle X,Y\subset \mathbb {R} }，如果对所有{\displaystyle x\in X}以及{\displaystyle y\in Y}均满足{\displaystyle x<y}，那么存在{\displaystyle z}使得对所有{\displaystyle x\in X}以及{\displaystyle y\in Y}并且有{\displaystyle z\neq x}以及{\displaystyle z\neq y}，总有{\displaystyle x<z}与{\displaystyle z<y}成立。

加法相关公理 {\displaystyle (\mathbb {R} ,<,+)}：
- 公理四：{\displaystyle x+(y+z)=(x+z)+y}。
- 公理五：对所有{\displaystyle x}与{\displaystyle y}，总存在{\displaystyle z}满足{\displaystyle x+z=y}。
- 公理六：如果{\displaystyle x+y<z+w}成立，那么{\displaystyle x<z}或{\displaystyle y<w}成立。

常数{\displaystyle 1}相关公理 {\displaystyle (\mathbb {R} ,<,+,1)}
- 公理七：{\displaystyle 1\in \mathbb {R} }；
- 公理八：{\displaystyle 1<1+1}。

## 模型的具體構造

### 柯西序列
首先我們需要一個定義。設{\displaystyle (x_{n})}是一個有理數列，如果对于任何正有理數{\displaystyle r>0}，存在一个正整数{\displaystyle N}使得对于所有的整数{\displaystyle m,n>N}，都有{\displaystyle |x_{m}-x_{n}|<r}，則稱{\displaystyle (x_{n})}為有理數的柯西序列。
有理數集{\displaystyle \mathbf {Q} }配備上度量{\displaystyle |x-y|}（即一般的绝对值）後便是一個度量空間。而透過一個叫作完備化的過程，可以往度量空間加進新點，從而使得度量空間中的所有柯西序列都收斂到某點。
以下說明實數集{\displaystyle \mathbf {R} }可定義為{\displaystyle \mathbf {Q} }對於度量{\displaystyle |x-y|}的完備化。（關於{\displaystyle \mathbf {Q} }在其他度量下的完備化，參見p進數。）
記{\displaystyle R}為由有理數的柯西序列組成的集合。定義兩個柯西序列的加法和乘法為：
{\displaystyle (x_{n})+(y_{n})=(x_{n}+y_{n})}
{\displaystyle (x_{n})\times (y_{n})=(x_{n}\times y_{n}).}
運算得到的序列依然會是柯西序列。

稱兩個柯西序列是等價的，如果它們之間的差收斂到0。這樣便在{\displaystyle R}上定義了一個等價關係。以{\displaystyle [(x_{n})]}表示包含序列{\displaystyle (x_{n})}的等價類。
設{\displaystyle \mathbf {R} }為包含所有等價類的集合，然後也在{\displaystyle \mathbf {R} }上定義加法和乘法：
{\displaystyle [(x_{n})]+[(y_{n})]=[(x_{n})+(y_{n})]}
{\displaystyle [(x_{n})]\times [(y_{n})]=[(x_{n})\times (y_{n})]}
同樣地，這兩個運算是良好定義的。

可以證明{\displaystyle (\mathbf {R} ,+,\times )}是一個域。我們可以把{\displaystyle \mathbf {Q} }嵌入到{\displaystyle \mathbf {R} }——只要把有理數{\displaystyle r}對應於{\displaystyle (r)}便可。
實數大小的比較也是透過在柯西序列上的定義而達成的：
稱一個實數是正的，即{\displaystyle [(x_{n})]>[(0)]}，當且僅當存在自然數{\displaystyle N}和正有理數{\displaystyle r}，使得對一切{\displaystyle n>N}有 {\displaystyle x_{n}>r}。稱{\displaystyle [(x_{n})]>[(y_{n})],}當且僅當{\displaystyle [(x_{n})]-[(y_{n})]>[(0)]}。
較難推導的是{\displaystyle \leq }的完備性，具體可以參考。
常用的小數記法可以自然地理解為柯西序列，比如說， {\displaystyle \pi =3.1415926...}的記法意味著 {\displaystyle \pi } 是柯西序列 {\displaystyle (3,3.1,3.14,3.141,3.1415,...)}的等價類。等式{\displaystyle [(0.999...)]=[(1)]}則斷定了序列{\displaystyle (0,0.9,0.99,0.999,...)} 和{\displaystyle (1,1,1,1,...)}是等價的，即它們之間的差收斂到{\displaystyle 0}。
把{\displaystyle \mathbf {R} }作為{\displaystyle \mathbf {Q} }的完備化有一個好處，那就是這種方法並不限於此例；對於其他度量空間也是適用的。

### 戴德金分割
實數可定義為有理數集上的戴德金分割，即是有理數集的一個劃分{\displaystyle (A,B)\,}，其中{\displaystyle A,B}都非空，而且A的每個元素都小於B的任意元素。為方便起見，不妨把劃分{\displaystyle (A,B)\,}以其下組 {\displaystyle A}來代表，因為給定了 {\displaystyle A} 就唯一確定了 {\displaystyle B}。所以直觀上，實數{\displaystyle r}能被{\displaystyle \{x\in {\textbf {Q}}:x<r\}}所代表。
具體而言，一個實數{\displaystyle r}是{\displaystyle {\textbf {Q}}} 的符合以下條件的一個子集：
1. {\displaystyle r} 是非空集合
2. {\displaystyle r\neq {\textbf {Q}}}
3. {\displaystyle r} 是向下封閉的，即：{\displaystyle \forall x,y\in {\textbf {Q}}x<y,y\in r\rightarrow x\in r}
4. {\displaystyle r} 沒有最大元。也就是說，不存在{\displaystyle x\in r}，使得對任何{\displaystyle y\in r}有{\displaystyle y\leq x}

- 記{\displaystyle {\textbf {R}}} 為所有實數的集合，也就是說它包含了所有{\displaystyle {\textbf {Q}}}上的戴德金分割。然后在{\displaystyle {\textbf {R}}}上定義這樣一個全序：{\displaystyle x\leq y\Leftrightarrow x\subseteq y}

- 有理數可以嵌入到{\displaystyle {\textbf {R}}}裡，透過把{\displaystyle q} 對應於集合{\displaystyle \{x\in {\textbf {Q}}:x<q\}}。[2]  因為有理數在有理數集內是稠密的，所以這個集合沒有最大元，並滿足上述的各條件。

- 加法：{\displaystyle A+B:=\{a+b:a\in A\land b\in B\}}[2]

- 減法：{\displaystyle A-B:=\{a-b:a\in A\land b\in ({\textbf {Q}}\setminus B)\}} ，其中{\displaystyle {\textbf {Q}}\setminus B} 代表{\displaystyle B}在{\displaystyle {\textbf {Q}}}裡的補集，即{\displaystyle \{x:x\in {\textbf {Q}}\land x\notin B\}}

- 負號是減法的特例： {\displaystyle -B:=\{a-b:a<0\land b\in ({\textbf {Q}}\setminus B)\}}

- 乘法的定義較不直觀：[2]
  - 若{\displaystyle A,B\geq 0} ，那麼{\displaystyle A\times B:=\{a\times b:a\geq 0\land a\in A\land b\geq 0\land b\in B\}\cup \{x\in \mathrm {Q} :x<0\}}
  - 若{\displaystyle A\,} 和 {\displaystyle B\,} 中有一個是負的，可以透過{\displaystyle A\times B=-(A\times -B)=-(-A\times B)=(-A\times -B)\,}這定義式，把{\displaystyle A}, {\displaystyle B}轉化為正數的情況，再採用上面的定義來計算。

- 類似地定義除法為：
  - 若{\displaystyle A\geq 0,\ B>0}，則{\displaystyle A/B:=\{a/b:a\in A\land b\in ({\textbf {Q}}\setminus B)\}}
  - 若{\displaystyle A\,} 和 {\displaystyle B\,} 中有一個是負的，可以藉助 {\displaystyle A/B=-(A/{-B})=-(-A/B)=-A/{-B}\,} 的定義式，把 {\displaystyle A}換成非負數，以及把{\displaystyle B\,}換成正數，再採用上面的定義來計算。

- 上確界：如果{\displaystyle {\textbf {R}}}的非空子集{\displaystyle S} 有上界的話，那麼可以證明{\displaystyle \bigcup S}便是其上確界。[2]

以下示範如何以戴德金分割代表根號2：設{\displaystyle A=\{x\in {\textbf {Q}}:x<0\lor x^{2}<2\}}。
首先，對於任何自乘小於2的正有理數 {\displaystyle x\,}，都存在一個大於x的有理數{\displaystyle y\,} ，而且有{\displaystyle y\times y<2\,} 。選擇{\displaystyle y={\frac {2x+2}{x+2}}\,} 便可。所以我們證明了{\displaystyle A} 是一個實數。
要證明{\displaystyle A\times A\leq 2}成立，只需指出如果{\displaystyle r\,}是小於2的有理數，那麼存在正的 {\displaystyle x\in A} ，且 {\displaystyle r<x\times x\,}。
這種方法的好處是每個實數都對應於唯一的分割。

### 小數記法
西蒙·斯蒂文 首先提出了以小數來代表一切數（即現今的實數）的想法。具體地，可以將無限小數展開式作為實數的定義，然後規定像0.9999... 和1.0000... 這樣的兩種展開式是等價的，再形式化地定義好四則運算和大小次序。這種方法跟柯西序列和戴德金分割這兩種構造是等價的，而且它還給出了明確的收斂模。這種方法不限於十進制，其他的進位制也是適用的。
用小數來構造的好處是，這跟我們對於實數的基本印象相符。一個證明“完全有序域的所有模型都同構”的標準做法便是，說明任意模型都同構於這個模型，因為我們可以系統地給每個元素建立小數展開式。

### 超實數
首先，透過超濾子從有理數構造出超有理數域*Q 。此處的超有理數之定義為兩個超整數的比。考慮由*Q裡所有有界（或者說有限）元素所組成的環B。 B 有著唯一的極大理想 I，即無窮小量。商環 B/I 給出了實數域 {\displaystyle R}。 注意B 並不是*Q的一個內在集合。
此外，這種構造在自然數集上使用了非主超濾子，而其存在性是依賴於選擇公理的。
這個極大理想 I保持了*Q本身的次序。所以形成的域是一有序域。完備性的證明跟柯西序列一節中的論證類同。

### 超現實數
每個有序域都可以嵌入到超現實數系統內。而實數組成了一個符合阿基米德性質的極大子域（意味著沒有實數是無窮大量）。這種嵌入方式並不是唯一的，儘管有標準的一種方式。

### 透過整數集（歐多克索斯實數）
一個較不為人知的構造方法只需用到整數的加法群。 這種方法已由IsarMathLib project正式驗證了。  Shenitzer和Arthan將此構造稱為歐多克索斯實數。
設{\displaystyle f:\mathbb {Z} \to \mathbb {Z} }為一函數，若然{\displaystyle \{f(n+m)-f(m)-f(n):n,m\in \mathbb {Z} \}}是有限集，則稱f為殆同態。稱兩個殆同態{\displaystyle f,g} 是 幾乎相等的，如果集合{\displaystyle \{f(n)-g(n):n\in \mathbb {Z} \}}是有限集。如此便在殆同態上定義了一等價關係。實數被定義為各個等價類，可簡單記為[f]。實數的加法，對應於殆同態的加法運算；實數的乘法，則對應於殆同態的複合運算。最後，稱{\displaystyle 0\leq [f]}，若{\displaystyle f} 是有界的，或者{\displaystyle f} 在{\displaystyle \mathbb {Z} ^{+}}上無限多次取正值。這樣便在實數上建立了全序。